# Райшауэр, Эдвин
Эдвин Олдфатер Райшауэр (англ. Edwin Oldfather Reischauer; 15 октября 1910, Токио, Японская империя — 1 сентября 1990, Ла-Холья, Калифорния, США) — ведущий американский просветитель, известный учёный-специалист в области истории и культуры Японии и Восточной Азии. В 1961—1966 посол США в Японии. Был женат на Хару, внучке Мацукаты Масаёси — известного деятеля периода Мэйдзи.

## Образование и академическая деятельность
Вырос в Токио, где посещал американскую школу. В 1931 получил степень магистра в Колледже Оберлин (Oberlin College). Празднуя своё 75-летие, публично заявил, что в 1931 году его целью жизни было привлечь общественное внимание к Азии.
В 1939 получил степень доктора философии в Гарвардском университете, где учился у профессора Сергея Елисеева, который в свою очередь был первым западным выпускником Токийского университета. Его докторская диссертация называлась «Nittō guhō junrei gyōki, Ennin’s Diary of His Travels in T’ang China, 838—847» (см. Эннин).
Преподавал в Гарварде и Кембридже, стал директором Гарвардско-Яньцзинского института и заведующим кафедрой дальневосточной филологии. В прощальной лекции в Яньцзинском институте, прочитанной в 1981 г. в переполненной аудитории, он сказал: «Припоминаю, что к моменту моего прибытия сюда востоковедением интересовались только два дипломирующихся студента: я и мой брат…».
Вместе с Джорджем Маккьюном разработал систему романизации корейского языка. Утверждал, что хангыль это «быть может, самая научная из всех письменных систем мира, находящихся в публичном употреблении».

## Роль во Второй мировой войне
Утверждается, что будучи японским экспертом американской военной разведки, Райшауэр предотвратил американскую атомную бомбардировку Киото (см. Robert Jungk, Brighter Than a Thousand Suns: A personal history of the atomic scientists, с. 178). Однако сам профессор утверждал, что это не так.

## Избранная библиография
- 1939 — The Romanization of the Korean language, Based Upon Its Phonetic Structure with G. M. McCune
- 1942 — Elementary Japanese for University Students with S. Elisséeff
- 1955 — Ennin’s Diary : The Record of a Pilgrimage to China in Search of the law (translated from Chinese), Ronald Press
- 1955 — Wanted: An Asian Policy
- 1956 — Japan, Past and Present, Knopf
- 1957 — The United States and Japan, Viking
- 1958 — Our Asian Frontiers of Knowledge
- 1960 — East Asia: The Great Tradition with J. K. Fairbank
- 1965 — East Asia, The Modern Transformation with J. K. Fairbank, A. M. Craig, Houghton Mifflin
- 1965 — A History of East Asian Civilization
- 1968 — Beyond Vietnam: The United States and Asia, Vintage
- 1972 — A New Look at Modern History, Hara Shobo
- 1972 — Translations from Early Japanese Literature with Joseph K. Yamagiwa, Harvard University Press
- 1973 — Toward the 21st century: Education for a Changing World Knopf
- 1977 — The Japanese Belknap Press
- 1986 — The United States and Japan in 1986: Can the Partnership Work?(Forward by Reischauer)
- 1986 — My life Between Japan and America Harper and Row
- 1988 — The Japanese Today: Change and Continuity Tuttle Publishing
- 1989 — Nihon no kokusaika Raishaw Hakushi to no taiwa (Internationalization of Japan: Conversations with Dr. Reischauer). Bungei Shunju
- 1989 — Japan, Tradition and Transformation, Houghton Mifflin
- 1990 — Japan: The Story of a Nation, McGraw-Hill